# Marineingeniør
En marineingeniør er en person med en teknisk officers uddannelse i søværnet.

## Forløb af uddannelse

### Kadetaspirant I
- Søværnets Grunddannelse (4 måneder)
- Grunduddannelse til søs (2 måneder)
- Sergentskole (5 måneder)
- Praktisk sejlads (5 uger)

### Kadetaspirant II
- Værkstedskursus og naturvidenskabeligt grundmodul (10 måneder)
- Praktisk sergentforløb (5 uger)
- Maskinteknisk, elektroteknisk, IT-fagligt og STCW modul (10 måneder)
- Praktisk sejlads (8 uger)

### Kadet
- Sømilitær officersgrunduddannelse (11 måneder)
- Sensor- og elektroteknisk modul (6 måneder)
- Praktisk sejlads (5 uger)

## Anerkendelse
Uddannelsen er internationalt anerkendt af STCW-konventionen (Standards of Training for Crew and Watchkeepers) af 1995.

## Tjenestepligt
Efter endt uddannelse har marineingeniøren tre års tjenestepligt i søværnet og vil virke som teknisk officers på laveste niveau.
| Militær | Spire Denne artikel om militær er en spire som bør udbygges. Du er velkommen til at hjælpe Wikipedia ved at udvide den. |